# Ponet-et-Saint-Auban
Ponet-et-Saint-Auban ist eine französische Gemeinde im Département Drôme in der Region Auvergne-Rhône-Alpes. Sie gehört zum Kanton Le Diois und zum Arrondissement Die. Sie grenzt im Nordwesten an Saint-Andéol, im Norden an Marignac-en-Diois, im Osten an Die, im Süden an Barsac, und im Westen an Sainte-Croix.

## Geografie
Die Gemeinde liegt am Fluss Drôme im Regionalen Naturpark Vercors.

## Bevölkerungsentwicklung
| Jahr                       | 1962 | 1968 | 1975 | 1982 | 1990 | 1999 | 2006 | 2018 |
| -------------------------- | ---- | ---- | ---- | ---- | ---- | ---- | ---- | ---- |
| Einwohner                  | 94   | 79   | 68   | 100  | 99   | 89   | 121  | 126  |
| Quellen: Cassini und INSEE |      |      |      |      |      |      |      |      |

## Wirtschaft
Die Reben in Ponet-et-Saint-Aubin sind für die Produktion der Weinsorten Clairette de Die, Crémant de Die und Coteaux-de-die zugelassen.

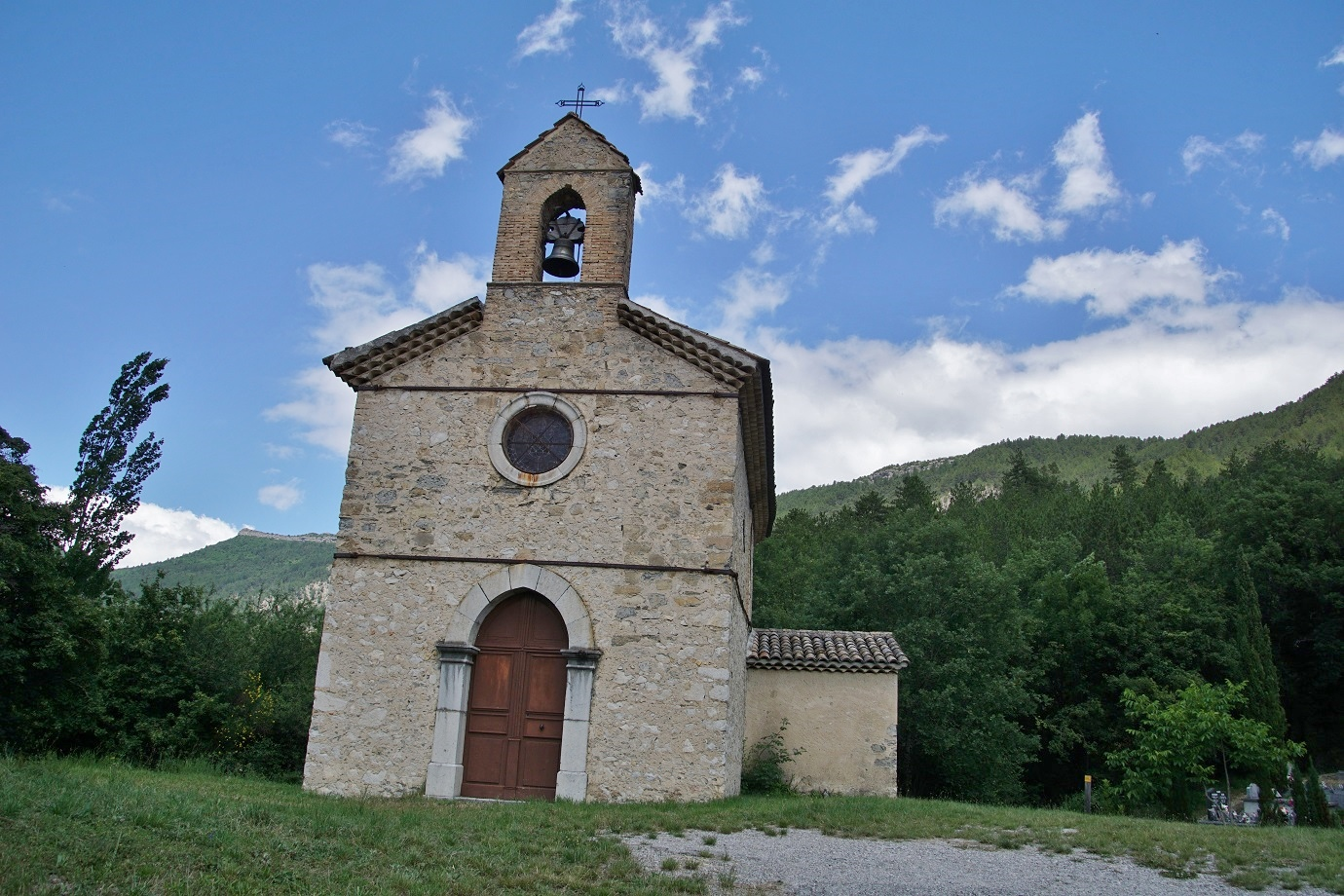
Kirche Sainte-Catherine